# Provinz Maynas
Die Provinz Maynas liegt in der Region Loreto im Nordosten von Peru. Die Provinz hat eine Fläche von 76.167 km². Beim Zensus im Jahr 2017 lebten 479.866 Menschen in der Provinz. 10 Jahre zuvor lag die Einwohnerzahl bei 62.165. Verwaltungssitz ist die am Amazonas gelegene Großstadt Iquitos.

## Geographische Lage
Die Provinz Maynas liegt im Nordosten der Region Loreto im Amazonastiefland. Der Südosten der Provinz wird vom Amazonas durchflossen. Die Provinz besitzt eine maximale Längsausdehnung in NNW-SSO-Richtung von etwa 480 km sowie eine Breite von 140 km. Der Norden der Provinz wird von den Flüssen Río Itaya und Río Nanay sowie dem Río Napo durchflossen.
Im Nordwesten reicht die Provinz Maynas bis an die Staatsgrenze zu Ecuador. Im Nordosten grenzt die Provinz an die Provinz Putumayo, im Südosten an die Provinz Mariscal Ramón Castilla, im Süden an die Provinz Requena sowie im Westen an die Provinz Loreto.

## Verwaltungsgliederung
Die Provinz Maynas ist in elf Distrikte unterteilt. Der Distrikt Iquitos ist Sitz der Provinzverwaltung.
| Distrikt          | Verwaltungssitz       |
| ----------------- | --------------------- |
| Alto Nanay        | Santa María de Nanay  |
| Belén             | Belén                 |
| Fernando Lores    | Tamshiyacu            |
| Indiana           | Indiana               |
| Iquitos           | Iquitos               |
| Las Amazonas      | Francisco de Orellana |
| Mazán             | Mazán                 |
| Napo              | Santa Clotilde        |
| Punchana          | Punchana              |
| San Juan Bautista | San Juan              |
| Torres Causana    | Cabo Pantoja          |